# هیوجونگ چوسان
پادشاه هیوجونگ (انگلیسی: Hyojong of Joseon) (زاده ۳ ژوئیه ۱۶۱۹ - درگذشته ۲۳ ژوئن ۱۶۵۹) با نام شخصی یی هو، هفدهمین پادشاه سلسله چوسان بوده‌است.
وی که از سال ۱۶۴۹ تا ۱۶۵۹ حکومت کرده‌است، جانشین پدرش پادشاه این‌جو شده بوده پس از مرگش پسرش هیون‌جونگ جانشین وی شده‌است.

## خانواده
- پدر: اینجو چوسان (인조)
- مادر: ملکه این یئول (인렬왕후 한씨)
- همسران و فرزندان:

1. ملکه اینسئون of the Deoksu Jang clan (인선왕후 장씨)
  1. هیئونجونگ چوسان (세자)
  2. Princess Sukshin (숙신공주)
  3. Princess Sukan (숙안공주)
  4. Princess Sukmyeong (숙명공주)
  5. Princess Sukhwi (숙휘공주)
  6. Princess Sukjeong (숙정공주)
  7. Princess Sukgyeong (숙경공주)
2. Royal Noble Consort An of the Gyeongju Yi clan (안빈 이씨)
  1. Princess Suknyeong (숙녕옹주)